# Andaházi Kasnya Béla
Andaházi Kasnya Béla (avagy Andaházi-Kasnya, Budapest, 1888. november 16. – Buenos Aires, Argentína, 1981 május) festőművész, politikus, országgyűlési képviselő. Képeit 1912-től Andaházy művésznéven szignálta.

## Életrajza
Atyja, Kasnya Géza, anyja a nemesi származású andaházi és dubravai Andaházy Emília (1861-1959) asszony volt. Református vallású családba született. Az Iparművészeti, majd a Képzőművészeti Főiskolát is elvégezte, aztán Velencében és a római Scuola Libera Firenzében tanult tovább. 1905-ben Őszi táj című képével keltett feltűnést először. 1911-1912-ben elnyerte az Országos Magyar Képzőművészeti Tanács és a tájképfestők díját; innentől kezdve a tanács illetve a Nemzeti Szalon kiállításainak állandó résztvevője lett. A Magyar Képzőművészek Egyesületének 3 éven át volt agilis titkára, aki teljesen átszervezte az egyesületet. Választmányi tagja volt az Országos Képzőművészeti Társulatnak.
Az első világháborúban tartalékos főhadnagyként szolgált, kétszer is megsebesült. A Magyarországi Tanácsköztársaság idején a Művészeti és Múzeumi Direktórium köztulajdonba vett műkincsek összegyűjtését végző brigád tagja volt. A Közoktatásügyi Népbiztosság segélyben is részesítette és egyik képét megvette.
Politikai pályafutását legitimistaként a tiszavirág-életű Magyar Királyság Pártban kezdte, melynek alapító-tagja volt. A párt IV. Károly sikertelen visszatérési kísérleteit követően szétszéledt. Az 1920-as választásokon nem jutott be a parlamentbe, 1921-ben azonban a mandátumáról lemondott Reök Iván helyére kiírt időközi választáson Mindszenten a Magyarországi Munkáspárt színeiben bekerült a nemzetgyűlésbe. A parlamentben leginkább a földbirtokreform és a numerus clausus ellen szólalt fel; egyszer egy közbeszólásáért még a teremből is kivezettették. Az 1922-es választásokon már a Rassay Károly-féle Kisgazdapárt színeiben indult, de nem került be. Még ebben az évben emigrálni kényszerült ellenzéki magatartása miatt; 1929-ig Párizsban élt. Hazatérte után csatlakozott a kormánypárthoz (Egységes Párt), aminek színeiben 1930-ban egy időközi választáson jelöltette magát; 1930. október 15.-én zajlott a választás a Zala vármegyei pacsai kerületi országgyűlési képviselőért a szintén legitimista, de független boldogfai Farkas Tiborral szemben. Andaházi Kasnya meddőnek találta a küzdelmet és a biztos bukás elől a voksolás előtt visszalépett a gyulai Gaál Gaszton fémjelezte Agrárpárt javára, és ezzel boldogfai Farkas Tibor lett egyhangúlag megválasztott képviselője a kerületnek. Az 1931-es választásokon a Mindszenti körzetben nyert mandátumot. Még abban az évben kilépett a kormánypártból és csatlakozott a Független Kisgazdapárthoz. Az 1935-ös választásokon már az FKGP színeiben jutott be az országgyűlésbe. A kampány során Endrődön egy számára összehívott választási gyűlést erőszakosan feloszlattak; még a tömegbe i belelőttek. Az endrődi sortűz néven elhíresült eset Gömbös Gyula erőszakos kormányzásának egyik szimbólumává lett.
Az 1939-es választásokon alulmaradt a kormánypárti jelölttel szemben. 1945 elején az Elhagyott Javak Kormánybiztossága vezetőjévé nevezték ki. Októberben a helyhatósági választásokon bejutott a fővárosi közgyűlésbe, majd az 1945-ös választáson az országgyűlésbe is. 1946 decemberében Magyarország törökországi (ankarai) nagykövetévé és egyben meghatalmazott miniszterré nevezték ki, ami miatt 1947. január 21-én lemondott képviselői mandátumáról (helyére Mihályfi Ernőt hívták be).
Nagy Ferenc erőszakos lemondatása elleni tiltakozásául számos diplomatához hasonlóan ő is lemondott tisztségeiről és külföldön maradt; Argentína fővárosában Buenos Airesben telepedett le. 1949-es alapításától egészen 1956-ig tagja volt a Magyar Nemzeti Bizottmánynak, de az emigráns politikai életben csak mérsékelt szerepet játszott. 1957-1958-ban a Független Magyarok című folyóirat szerkesztő-kiadója volt.
Későbbi sorsa nem ismert, egyes források 1960 köré teszik halálát, míg mások 1981 májusára. Három unokája közül az egyik, Federico Andahazi író lett.